# تدن منگی
تدن مامبوئن منگی (انگلیسی: Teden Mengi؛ زادهٔ ۳۰ آوریل ۲۰۰۲) بازیکن فوتبال است.
از باشگاه‌هایی که در آن بازی کرده‌است می‌توان به باشگاه فوتبال منچستر یونایتد اشاره کرد.
وی همچنین در تیم‌های ملی فوتبال زیر ۱۷ سال انگلستان، و زیر ۱۸ سال انگلستان بازی کرده‌است.

## عملکرد باشگاهی
منگی در سن هفت سالگی به باشگاه جوانان منچستریونایتد پیوست. او اولین بازی خود را برای این باشگاه در بازی لیگ برتر زیر ۱۸ سال مقابل ساندرلند در ۲۸ اکتبر ۲۰۱۷ انجام داد. او اولین قرارداد حرفه ای خود را در سپتامبر ۲۰۱۹ امضا کرد. او سه بازی برای تیم زیر ۲۱ سال در جام قهرمانی ای اف ال ۲۰–۲۰۱۹ انجام داد و اولین بازی خود را مقابل لینکلن سیتی در ۱ اکتبر ۲۰۱۹ انجام داد. او برای اولین بار به عنوان بازیکن تعویضی بدون استفاده در بازی لیگ اروپا مقابل آستانه در ۲۸ نوامبر ۲۰۱۹ وارد تیم بزرگسالان یونایتد شد.
بازیکن مورد علاقهٔ او کریستیانو رونالدو و الگوی او در پستش پائولو مالدینی است.
منگی اولین بازی بزرگسالان خود را در ۵ اوت ۲۰۲۰ انجام داد و در دقیقه ۸۴ جایگزین تیموتی فوسو-منشا در بازی لیگ اروپا با لاسک شد. منگی در ۱۷ سپتامبر ۲۰۲۰ پیش از فصل ۲۱–۲۰۲۰ به تیم بزرگسالان صعود کرد، اما اگرچه او به عنوان بازیکن جانشین بازیهای جام اتحادیه و روی نیمکت در لیگ قهرمانان اروپا حضور داشت، اما دیگر برای باشگاه در سال ۲۰۲ بازی نکرد.
در فوریه ۲۰۲۱، او به‌طور قرضی به باشگاه دربی کانتی، تحت مربیگری وین رونی، کاپیتان سابق یونایتد، برای نیم فصل ۲۱–۲۰۲۰ منتقل شد. در مارس ۲۰۲۱، او قرارداد جدیدی با منچستریونایتد تا ژوئن ۲۰۲۴ امضا کرد. منگی پس از مصدومیت در آوریل ۲۰۲۱، زود از دربی کانتی به یونایتد بازگشت.

## عملکرد بین‌المللی
منگی بازیکن انگلستان در رده‌های زیر ۱۵، زیر ۱۶،زیر ۱۷ و زیر ۱۸ سال بوده‌است. او یکی از اعضای تیم زیر ۱۷ سال در مسابقات قهرمانی زیر ۱۷ سال اروپا ۲۰۱۹ بود.
در اکتبر ۲۰۲۱، منگی برای تمرین با تیم بزرگسالان فراخوانده شد.

## زندگی شخصی
منگی در منچستر انگلستان متولد شده و از نژاد آنگولایی است. او در کالج رایت رابینسون در گورتون، منچستر تحصیل کرد.